# Ново Село Жумберачко
Ново Село Жумберачко је насељено место у граду Самобор, Загребачка жупанија, Хрватска.

## Историја
До територијалне реорганизације у Хрватској било је у саставу старе загребачке приградске општине Самобор.

## Становништво
У попису становништва из 2011. године, Ново Село Жумберачко је имало 24 становника.
| Број становника према пописима | Број становника према пописима | Број становника према пописима | Број становника према пописима | Број становника према пописима | Број становника према пописима | Број становника према пописима | Број становника према пописима | Број становника према пописима | Број становника према пописима | Број становника према пописима | Број становника према пописима | Број становника према пописима | Број становника према пописима | Број становника према пописима | Број становника према пописима |
| ------------------------------ | ------------------------------ | ------------------------------ | ------------------------------ | ------------------------------ | ------------------------------ | ------------------------------ | ------------------------------ | ------------------------------ | ------------------------------ | ------------------------------ | ------------------------------ | ------------------------------ | ------------------------------ | ------------------------------ | ------------------------------ |
| 1857                           | 1869                           | 1880                           | 1890                           | 1900                           | 1910                           | 1921                           | 1931                           | 1948                           | 1953                           | 1961                           | 1971                           | 1981                           | 1991                           | 2001                           | 2011                           |
| 137                            | 160                            | 173                            | 208                            | 212                            | 205                            | 180                            | 196                            | 152                            | 150                            | 142                            | 121                            | 74                             | 51                             | 31                             | 24                             |

Напомена: До 1900. исказивано под именом Ново Село.